# Jan-Willem van Schip
Jan-Willem van Schip (Schalkwijk, Houten, 11 d'abril de 1991) és un ciclista neerlandès, professional des del 2014. Combina la carretera amb la pista. En el seu palmarès destaquen el Tour de Drenthe de 2017 i diverses etapes en curses d'una setmana.

## Palmarès
- 2016
  - 1r al Gran Premi Marcel Kint
  - Vencedor d'una etapa al Tour de Mersin
  - Vencedor d'una etapa a l'Olympia's Tour
- 2017
  - 1r al Tour de Drenthe
  - Vencedor d'una etapa al Tour de Normandia
  - Vencedor d'una etapa a l'An Post Rás
  - Vencedor d'una etapa a l'Okolo jižních Čech
- 2018
  - 1r a la Slag om Norg
- 2019
  - Vencedor d'una etapa al Volta a Bèlgica